# Timbers de Portland (NASL)
Pour les articles homonymes, voir Portland Timbers.
Maillots
Les Timbers de Portland étaient une équipe de football (soccer) de la ville de Portland qui a évolué dans la NASL de 1975 à 1982.

## Historique
- 1975 : création des Timbers de Portland.
- 1982 : dissolution de l'équipe.

## Résultats saison par saison
| Année   | Division | Ligue       | Saison régulière     | Playoffs     |
| ------- | -------- | ----------- | -------------------- | ------------ |
| 1975    | 1        | NASL        | 1er, Western         | Finale       |
| 1976    | 1        | NASL        | 4e, Pacific          | Non qualifié |
| 1977    | 1        | NASL        | 4e, Pacific Southern | Non qualifié |
| 1978    | 1        | NASL        | 2e, National Western | Finale       |
| 1979    | 1        | NASL        | 4e, National Western | Non qualifié |
| 1980    | 1        | NASL        | 4e, National Western | Non qualifié |
| 1980/81 | N/A      | NASL Indoor | 2e, Western          | 1er tour     |
| 1981    | 1        | NASL        | 2e, Northwest        | 1er tour     |
| 1981/82 | N/A      | NASL Indoor | 2e, West             | Non qualifié |
| 1982    | 1        | NASL        | 4e, Northwest        | Non qualifié |

## Palmarès
- North American Soccer League:
  - Vainqueur de la saison régulière (1) : 1975.

## Personnalités

### Entraîneurs
- Vic Crowe (1975-1976)
- Brian Tiler (1977)
- Don Megson (1978-1979)
- Vic Crowe (1980-1982)

### Anciens joueurs
| - Willie Anderson (1975, 1977-1982) - John Bain (1978-1982) - Clyde Best (1977-1981) - Jimmy Conway (1978-1980) - Graham Day (1975-1981) - Willie Donachie (1980-1982) | - Brian Gant (1977-1982) - Mick Hoban (1975-1980) - Cho Young-jeung (1981-1982) - Glenn Myernick (1980-1982) - Robert Rensenbrink (1980) - Dale Mitchell (1979-1982) |